# 曼利夏1895型步槍
曼利夏1895型步槍（德語：Infanterie Repetier-Gewehr M.95；意為「M95型步兵連發步槍」）是一款由斐迪南·曼利夏（Ferdinand Mannlicher）設計的直拉式手動槍機步槍。它採用了曼利夏1890型卡賓槍的革命性直拉式槍機，在奧地利和意大利軍中分別有著「Ruck-Zu(rü)ck」和「Ta-Pum」的暱稱，甚至有士兵在第一次世界大戰期間以此作了一首歌。 
原本是使用8×50毫米R彈，但在1930年代，大部分步槍被重新改膛為使用威力更大的8×56毫米R尖頭彈。

## 使用國

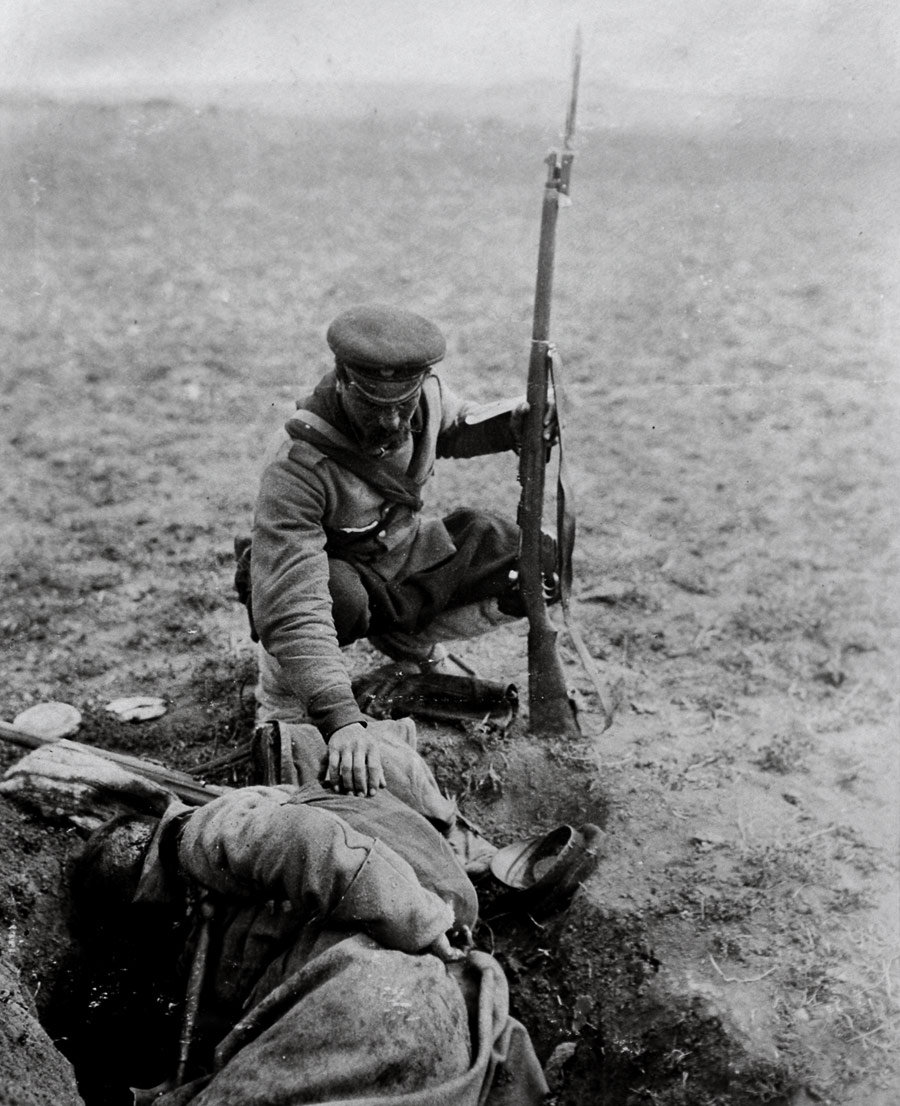
保加利亞士兵和他倒下的同袍，第一次巴爾幹戰爭

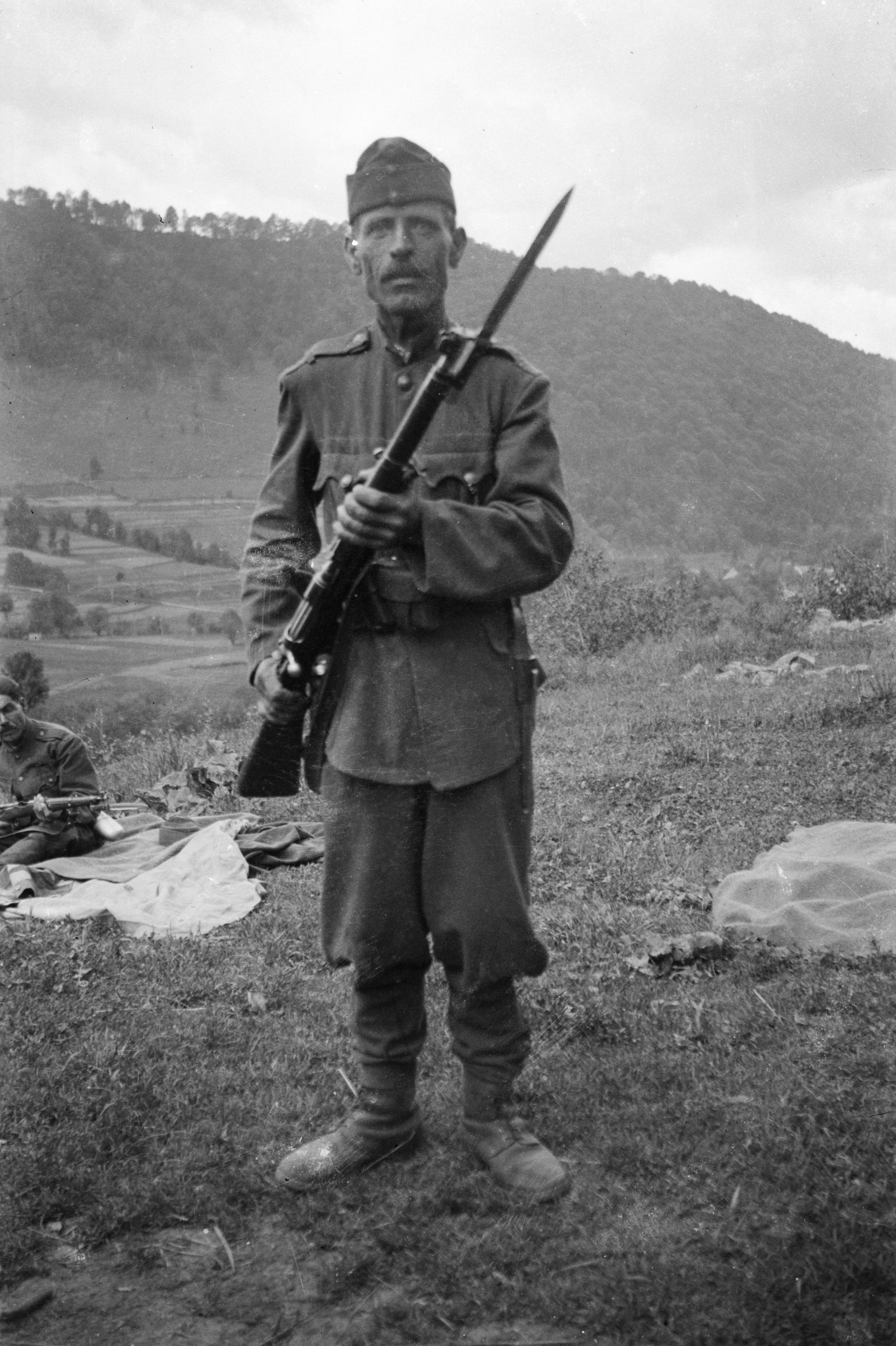
匈牙利士兵使用曼利夏31.M步槍，第二次世界大戰

- 阿尔巴尼亚：阿爾巴尼亞革命者訂購了約4000支步槍，也在第一次世界大戰後收繳了一些步槍作為戰爭賠款。[5]
- 奧地利第一共和國：由1918年服役至德奧合併。
- 奥匈帝国：由1895年服役至1918年帝國解體，是第一次世界大戰中多數奧匈帝國陸軍士兵的主武器。
- 保加利亞王國：自1898年，保加利亞就開始進口M95型曼利夏步槍，一開始只進口斯泰爾製造的步槍，但後來也有進口FÉG工廠製造的步槍；期間約進口了83,000支長步槍和支2,000卡賓槍。這批步槍的槍機印有保加利亞獅子紋章，以及是在機匣左方印有生產工廠的名稱。[3]
- 中華民國[6]
- 捷克斯洛伐克：在原廠批准下生產了約200,000支曼利夏M95s步槍，Zbrojovka Brno工廠在轉為生產毛瑟系列步槍前，生產了未知數量的M95槍管，槍托等零件。多數步槍在1930年代賣給保加利亞，但一些依然作為庫存持續儲存至二戰。[7]
- 蘇台德自由軍團[8]
- 波希米亚和摩拉维亚保护国
- 芬兰：在1920年代收繳了約2300支使用8×50mmR 曼利夏彈的此型步槍，這些槍上刻有"SA"字樣，因此被槍械收藏家視為珍寶。[9]
- 埃塞俄比亚帝国：在戰間期時取得一些曼利夏步槍[10]，一直使用至1946年。[3]
- 納粹德國：在二戰期間被德國警察使用。[11]
- 希臘王國：有一定數量使用7.92×57毫米毛瑟彈的M95/24和M95M型曼利夏步槍。在1941年4月軸心國佔領希臘時，這批步槍被撥歸國防軍部隊並被名為 Gewehr 306(g)。[12]
- 匈牙利王國：在奧匈帝國崩潰後，匈牙利王國接收了一部分的M95步槍。
- 義大利王國：在一戰的意大利戰線繳獲，以及作為賠款接收[13]；原裝口徑的M.95步槍被意屬東非的殖民地軍隊使用，這些步槍有AOI標誌，指Africa Orientale Italiana。一些步槍後來又被英國繳獲並船運至印度作為訓練用步槍。[14]
- ：數量極少。[3]
- 奥斯曼帝国
- 波蘭第二共和國：[15]前奧匈帝國的步槍被用於波蘇戰爭，以及在1920年代被武裝警察使用。[16]
- 西班牙國：在西班牙內戰期間，蘇聯內務人民委員部從波蘭購買並供應了約20,000支曼利夏Wz.95步槍和卡賓槍予西班牙共和軍；但最後這批步槍沒能運抵共和軍使用，而是被佛朗哥的國民軍繳獲。這些步槍大都於1959–62年期間被售往美國的二手市場，有特別的西班牙內戰標記。[17]
- 罗马尼亚王国：配發給二線部隊。[18]
- 俄罗斯帝国：第一次世界大戰期間，因為本土槍械和彈藥供應短缺，俄軍廣泛使用繳獲而來的曼利夏步槍。[19]俄羅斯繳獲的步槍印有西里爾字母П (P)。當時俄軍正嘗試將制式的栓式莫辛-納甘步槍改裝為自動裝填，但多次嘗試後仍然失敗。因此它們嘗試利用直拉式槍機的曼利夏1895型步槍改裝，但仍得出自動裝填步槍需要其它的特別設計才能夠成功。[20]
- 塞尔维亚王国：在巴爾幹戰爭中從保加利亞繳獲，也在第一次世界大戰中從奧匈帝國繳獲和作為賠款。
- [3]
- 斯洛文尼亞人、克羅地亞人和塞爾維亞人國：在克恩頓地區奧地利-斯洛維尼亞衝突，後來南斯拉夫王國繼承部分步槍。
- 土耳其
- 葉門[21]
- 南斯拉夫王國：繼承了不少前奧匈帝國和塞爾維亞王國的曼利夏步槍，原裝版主要供給憲兵使用；約122,000支步槍被改膛為發射7.92×57毫米毛瑟彈，成為M95M型和M95/24型。[22]一些步槍在戰後被南斯拉夫人民軍使用。[3]

## 流行文化

### 電子遊戲
- 2016年—《戰地1》
- 2021年—《應徵入伍》